# 단층원주상피
단층원주상피(單層圓柱上皮, 영어: simple columnar epithelium)는 길고 얇은 형태를 하고 있으며 바닥쪽에 타원형의 세포핵이 존재하는 한 층의 원주상피세포로 구성된 상피로, 기저막에 붙어 있다. 사람에서는 위, 창자, 자궁 등을 단층원주상피가 둘러싸고 있다. 섬모가 있는 경우와 없는 경우로 나누어진다. 분비, 흡수, 보호 등의 기능을 한다.

## 구조
단층원주상피는 섬모성(ciliated)과 비섬모성(non-ciliated)으로 나뉜다. 섬모단층원주상피는 점액과 다른 물질들을 호흡계를 따라 움직이게 하는 작은 털들인 섬모를 가지고 있다.
단층원주상피를 이루는 세포는 길이가 길고 얇아 기둥과 같은 모양을 하고 있다. 꼭대기면은 장기의 내강과 맞닿고 있으며 바닥면은 기저막과 접한다. 세포핵은 바닥면 쪽에 더 가까이 위치한다.
흡수성인 원주상피는 꼭대기쪽에 솔가장자리가 있는 것이 특징적이다. 솔가장자리는 운동성이 없는 미세융모로 구성되어 있어 영양소 등을 흡수할 표면적이 넓어지는 효과가 있다.
섬모가 없는 단층원주상피는 샘을 이루는 술잔세포로 구성되어 있다. 술잔세포는 뮤신을 분비하여 점액을 만든다. 뮤신을 분비하는 것은 세포막에 결합해 있는 분비과립으로, 세포의 꼭대기면을 향해 있다.

### 섬모성
섬모단층원주상피는 호흡계에서 점액과 다른 물질을 움직이는 털인 섬모를 많이 가지고 있으며, 섬모가 작용하여 들어온 먼지 따위를 밖으로 내보내는 것을 점액섬모청소라고 한다.
나팔관을 둘러싸는 것도 섬모단층원주상피로, 섬모에 의한 흐름을 타고 난자가 자궁으로 이동한다.
섬모원주상피는 뇌실계와 척수의 중심관을 둘러싸고 있는 뇌실막의 신경상피도 둘러싸고 있다. 이곳의 섬모는 뇌척수액을 움직인다.

### 비섬모성
섬모가 없는 단층원주상피는 중층편평상피로 둘러싸인 식도를 제외한 위장관계(위, 창자 등)를 둘러싸고 있으며 솔가장자리가 존재하기도 한다.

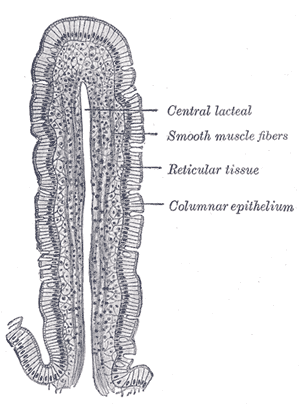
개의 작은창자에서 얻은 융모를 수직으로 자른 단면. 80배율. 단층원주상피는 오른쪽 위에서 세 번째에 표시되어 있다.
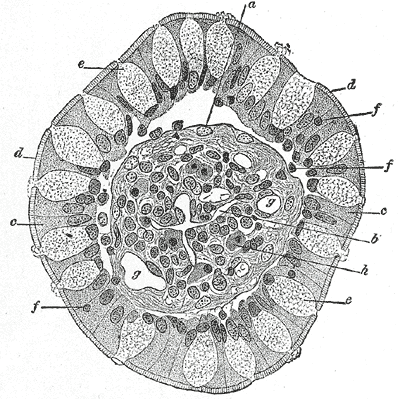
사람의 창자에서 얻은 융모의 가로 방향 단면. 350배율. a. 기저막 b. 암죽관 c. 원주상피. d. 원주상피의 솔가장자리 e. 술잔세포 f. 상피의 백혈구
f’. 상피 아래의 백혈구
g. 혈관
h. 잘린 근세포